# DFB-Pokal 2006-2007
La coppa di Germania 2006-2007 è stata la 64ª edizione del trofeo nazionale tedesco. È stata vinta in Finale dal Norimberga sullo Stoccarda per 3-2 dopo i tempi supplementari.

## Primo turno
| Squadra 1               | Risultato       | Squadra 2              |
| ----------------------- | --------------- | ---------------------- |
| 08.09.2006              |                 |                        |
| Sandhausen              | 0 - 2           | Greuther Fürth         |
| Osnabrück               | 3 - 1           | Eintracht Braunschweig |
| Westfalia Herne         | 1 - 2           | Erzgebirge Aue         |
| Magdeburgo              | 1 - 1 (6-7 dcr) | Paderborn              |
| Bayreuth                | 0 - 2           | Kickers Offenbach      |
| TeBe Berlino            | 1 - 3           | Karlsruhe              |
| Dinamo Dresda           | 2 - 3           | Hannover 96            |
| Delbrücker SC           | 2 - 4           | Friburgo               |
| Hansa Rostock II        | 1 - 9           | Schalke 04             |
| Thannhausen             | 0 - 3           | Borussia Dortmund      |
| Pirmasens               | 1 - 1 (4-2 dcr) | Werder Brema           |
| Cloppenburg             | 0 - 1           | Norimberga             |
| 1. FC Gera              | 0 - 2           | Kaiserslautern         |
| Rot-Weiss Essen         | 1 - 0           | Energie Cottbus        |
| Kickers Stoccarda       | 4 - 3 (dts)     | Amburgo                |
| Coblenza                | 2 - 2 (1-3 dcr) | Bayer Leverkusen       |
| Augusta                 | 3 - 4 (dts)     | Wacker Burghausen      |
| Alemannia Aquisgrana II | 0 - 4           | Stoccarda              |
| Siegen                  | 0 - 2           | Eintracht Francoforte  |
| Homburg                 | 1 - 2           | Bochum                 |
| St. Pauli               | 1 - 2 (dts)     | Bayern Monaco          |
| Velbert                 | 0 - 3           | Unterhaching           |
| Roßbach/Wied            | 1 - 4           | Borussia M'gladbach    |
| Rot Weiss Ahlen         | 1 - 2           | Duisburg               |
| Babelsberg              | 2 - 1           | Hansa Rostock          |
| Carl Zeiss Jena         | 1 - 2           | Colonia                |
| Lubecca                 | 1 - 0           | Monaco 1860            |
| 10.09.2006              |                 |                        |
| Bremerhaven             | 1 - 3           | Wolfsburg              |
| Saarbrücken             | 1 - 0           | Magonza                |
| Chemnitz                | 0 - 2           | Alemannia Aquisgrana   |
| Darmstadt               | 0 - 1 (dts)     | Hertha Berlino         |
| Pfullendorf             | 2 - 1           | Arminia Bielefeld      |

## Secondo turno
| Squadra 1            | Risultato       | Squadra 2             |
| -------------------- | --------------- | --------------------- |
| 24.10.2006           |                 |                       |
| Babelsberg           | 2 - 4           | Stoccarda             |
| Saarbrücken          | 0 - 2           | Greuther Fürth        |
| Pirmasens            | 0 - 3           | Unterhaching          |
| Lubecca              | 0 - 0 (4-5 dcr) | Wacker Burghausen     |
| Bochum               | 3 - 2           | Karlsruhe             |
| Wolfsburg            | 1 - 0           | Friburgo              |
| Borussia Dortmund    | 0 - 1           | Hannover 96           |
| Colonia              | 4 - 2 (dts)     | Schalke 04            |
| 25.10.2006           |                 |                       |
| Alemannia Aquisgrana | 4 - 2 (dts)     | Erzgebirge Aue        |
| Pfullendorf          | 0 - 2           | Kickers Offenbach     |
| Osnabrück            | 2 - 1           | Borussia M'gladbach   |
| Paderborn            | 1 - 2           | Norimberga            |
| Rot-Weiss Essen      | 1 - 2           | Eintracht Francoforte |
| Duisburg             | 3 - 2           | Bayer Leverkusen      |
| Kickers Stoccarda    | 0 - 2           | Hertha Berlino        |
| Bayern Monaco        | 1 - 0           | Kaiserslautern        |

## Ottavi di finale
| Squadra 1             | Risultato       | Squadra 2         |
| --------------------- | --------------- | ----------------- |
| 19.12.2006            |                 |                   |
| Osnabrück             | 0 - 3           | Hertha Berlino    |
| Bochum                | 1 - 4           | Stoccarda         |
| Eintracht Francoforte | 3 - 1           | Colonia           |
| Norimberga            | 0 - 0 (2-1 dcr) | Unterhaching      |
| 20.12.2006            |                 |                   |
| Kickers Offenbach     | 2 - 1           | Wacker Burghausen |
| Greuther Fürth        | 1 - 3           | Wolfsburg         |
| Hannover 96           | 1 - 0           | Duisburg          |
| Alemannia Aquisgrana  | 4 - 2           | Bayern Monaco     |

## Quarti di finale
| Squadra 1         | Risultato       | Squadra 2             |
| ----------------- | --------------- | --------------------- |
| 20.12.2006        |                 |                       |
| Norimberga        | 0 - 0 (4-2 dcr) | Hannover 96           |
| Wolfsburg         | 2 - 0           | Alemannia Aquisgrana  |
| 27.02.2007        |                 |                       |
| Kickers Offenbach | 0 - 3           | Eintracht Francoforte |
| 20.12.2006        |                 |                       |
| Stoccarda         | 2 - 0           | Hertha Berlino        |

## Semifinali
| Squadra 1  | Risultato | Squadra 2             |
| ---------- | --------- | --------------------- |
| 17.04.2007 |           |                       |
| Norimberga | 4 - 0     | Eintracht Francoforte |
| 18.04.2007 |           |                       |
| Wolfsburg  | 0 - 1     | Stoccarda             |

## Finale
| Squadra 1  | Risultato   | Squadra 2  |
| ---------- | ----------- | ---------- |
| 26.05.2007 |             |            |
| Stoccarda  | 2 - 3 (dts) | Norimberga |

| Arbitro: | Michael Weiner (Giesen) |

|                            |           |                                            |
| Cacau 20’ Pardo 80’ (rig.) | Marcatori | 28’ Mintál 47’ Engelhardt 109’ Kristiansen |

| VfB Stuttgart | 1.FC Nürnberg |

| VFB STUTTGART 1893: |    |                     |      |      |
|                     |    |                     |      |      |
| P                   | 1  | Timo Hildebrand     |      |      |
| D                   | 17 | Matthieu Delpierre  |      |      |
| D                   | 21 | Ludovic Magnin      |      |      |
| D                   | 6  | Fernando Meira (c)  | 32’  |      |
| D                   | 3  | Ricardo Osorio      | 55’  | 68’  |
| C                   | 25 | Antônio da Silva    |      | 45’  |
| C                   | 11 | Thomas Hitzlsperger |      |      |
| C                   | 28 | Sami Khedira        | 67’  | 100’ |
| C                   | 19 | Roberto Hilbert     |      |      |
| C                   | 13 | Pável Pardo         |      |      |
| A                   | 18 | Jeronimo Cacau      | 30’  |      |
| Riserve:            |    |                     |      |      |
| P                   | 41 | Michael Langer      |      |      |
| D                   | 15 | Arthur Boka         |      | 68’  |
| D                   | 35 | Serdar Taşçı        |      | 100’ |
| C                   | 14 | Alexander Farnerud  |      |      |
| A                   | 16 | Benjamin Lauth      |      |      |
| A                   | 33 | Mario Gómez         | 118’ | 45’  |
| A                   | 19 | Marco Streller      |      |      |
| Allenatore:         |    |                     |      |      |
| Armin Veh           |    |                     |      |      |

| 1. FC Nürnberg: |    |                       |     |        |
|                 |    |                       |     |        |
| P               | 1  | Raphael Schäfer (c)   |     |        |
| D               | 7  | Marek Nikl            |     | , 72’  |
| D               | 25 | Javier Horacio Pinola |     | , 115’ |
| D               | 5  | Andreas Wolf          |     |        |
| D               | 28 | Dominik Reinhardt     |     |        |
| C               | 19 | Jan Kristiansen       |     |        |
| C               | 11 | Marek Mintál          |     | 35’    |
| C               | 22 | Marco Engelhardt      |     |        |
| C               | 6  | Tomáš Galásek         | 92’ |        |
| A               | 21 | Markus Schroth        | 57’ |        |
| A               | 13 | Ivan Saenko           |     |        |
| Riserve:        |    |                       |     |        |
| P               | 18 | Daniel Klewer         |     |        |
| D               | 10 | Ivica Banović         |     | 115’   |
| D               | 23 | Matthew Špiranović    | 84’ | 72’    |
| C               | 36 | Jawhar Mnari          |     |        |
| C               | 8  | Jan Polák             |     | 35’    |
| A               | 35 | Chhunly Pagenburg     |     |        |
| Allenatore:     |    |                       |     |        |
| Hans Meyer      |    |                       |     |        |